# John Partridge (Schauspieler)

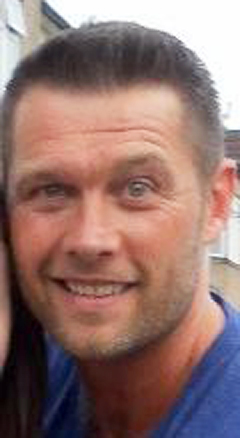
John Patridge

John Partridge (* 24. Juli 1971 in Bury, England) ist ein britischer Schauspieler, Tänzer und Sänger und arbeitet seit seinem siebzehnten Lebensjahr immer wieder als West-End-Musicaldarsteller, v. a. für Andrew Lloyd Webber. Seine bekanntesten Rollen sind die des Christian Clarke in der BBC Seifenoper EastEnders und die des Rum Tum Tugger in Lloyd Webbers Musical Cats, den er zehn Jahre lang auf der Bühne sowie in der gleichnamigen Filmaufzeichnung verkörperte.

## Leben
Partridge stammt aus einer nordenglischen Arbeiterfamilie. Sein Vater starb, als Partridge 17 Jahre alt war. Seit 2003 ist er mit dem kanadischen Tänzer und Schauspieler Jon Tsouras liiert. Im April 2010 kündigten sie an, eine zivile Partnerschaft eingehen zu wollen. Sie heirateten im Oktober 2011 nach acht Jahren Beziehung. Die Frage, ob er nach Inkrafttreten des entsprechenden Gesetzes in Großbritannien die zivile Partnerschaft in eine Ehe umwandeln wolle, verneinte er im Frühjahr 2013 entschieden und erklärte, er unterstütze grundsätzlich die Öffnung der Ehe für gleichgeschlechtliche Paare, betrachte sich selbst aber bereits als vollwertig verheiratet und würde nichts ändern wollen. Partridges Mutter leidet an fortgeschrittenem Alzheimer. 2012 legte er seine Karriere weitestgehend auf Eis, um sich als Vollzeit-Pfleger um sie zu kümmern. 2014 berichtete er, aufgrund dieser Aufgabe, die der Sorge um ein Kleinkind ähnele, 25 Kilogramm abgenommen zu haben und alle größeren Projekte, ob Theater oder Fernsehen, dauerhaft ruhen lassen zu müssen.

## Karriere
John Partridge wurde im Alter von zehn Jahren an der renommierten Royal Ballet Lower School aufgenommen, wo er eine klassische Tanzausbildung erhielt. Sein weiterer Bildungsweg führte ihn über die Bush Davies School of Theatre Arts und das Doreen Bird College of Performing Arts, wo er sich auf das Musiktheater spezialisierte. Mit 16 Jahren verließ er das College, um sich einer dem Ensemble von Andrew Lloyd-Webbers CATS anzuschließen, das in diesem Jahr durch England tourte. Von 1989 bis 1990 war er Dance Captain der Show. Er spielte die Rollen Alonzo, Rumpus Cat, Munkustrap, Rum Tum Tugger und Mr. Mistoffelees. In der 1998 erschienenen Filmaufzeichnung des Musicals von Andrew Lloyd Webber wirkte er auch als Rum Tum Tugger mit. Ab 1998 spielte er in Deutschland (Düsseldorf, Hamburg, Berlin) den Rum Tum Tugger und Munkustrap (Hamburg). Auffällig ist, dass er die deutschen Texte akzentfrei sang, obwohl er die Sprache damals noch nicht beherrschte. 
Neben der Arbeit in Musicals ist er auch als Fernsehschauspieler tätig und macht Werbung. Seit Januar 2008 gehörte er 5 Jahre lang zur Besetzung der britischen Seifenoper EastEnders. Mit seiner Band nahm er verschiedene Alben auf, doch keines davon wurde veröffentlicht. Seit März 2010 ist er Juror in der britischen Castingshow „Over the Rainbow“, in der die Hauptdarstellerin für eine neue Produktion des Musicals The Wizard of Oz gesucht wird. 2013 kehrte er für wenige Monate zurück auf die Musicalbühne als Zach in „A Chorus Line“ im Londoner Palladium Theatre. Seit einigen Jahren kann man John auch immer wieder zur Weihnachtszeit in diversen englischen Pantomimen bewundern. Des Weiteren zieht es ihn regelmäßig als Solosänger auf die Bühne, zuletzt im Londoner Hippodrome Casino (West End) mit dem Titel „Dames & Dudes“. Im September 2014 wurde sein Album „Dames & Dudes & Cowboys too“ veröffentlicht.

### Theater
- Aladdin
- Hunting of the Snark – „Butcher“, Prince Edward Theatre
- Starlight Express – „Electra“, Apollo Victoria Theatre
- Tommy – „The Hawker“ & „Captain Walker“, Shaftesbury Theatre
- Grease – „Roger“, Dominion Theatre
- The Fix – Donmar Warehouse
- Rent – „Roger Davis“, Berlin & Düsseldorf
- Notre Dame de Paris – „Gringoire“, Dominion Theatre
- Black Goes with Everything – Churchill Theatre, Bromley
- Taboo – „Marilyn“, The Venue
- Cats – „Rum Tum Tugger“, „Munkustrap“, „Alonzo“   englische Tour, London, Hamburg, Berlin und Düsseldorf, 1989–1990, 1995, 1998–1999, 2001–2005
- Miss Saigon – „John“ UK Tour 2005
- The Drowsy Chaperone – Novello Theatre
- A Chorus Line – Palladium Theatre – Zach